# Лагата
Лагата (ісп. Lagata) — муніципалітет в Іспанії, у складі автономної спільноти Арагон, у провінції Сарагоса. Населення — 134 особи (2010).
Муніципалітет розташований на відстані близько 260 км на схід від Мадрида, 45 км на південь від Сарагоси.

## Демографія
Динаміка населення (INE ):